# Université chrétienne panafricaine
L'Université chrétienne panafricaine (anglais : Pan Africa Christian University) est une université chrétienne évangélique privée située à Nairobi, au Kenya. Elle est affiliée aux Assemblées de Dieu du Kenya.

## Histoire
L'université est fondée en 1978 par les Assemblées de la Pentecôte du Canada. Elle est alors un institut de théologie connu sous le nom "Pan Africa Christian College". En 2008, elle devient une  université par accréditation du gouvernement et prend le nom de "Pan Africa Christian University",.   